# A Tale of Two Worlds
A Tale of Two Worlds és una pel·lícula muda de la Goldwyn Pictures dirigida per Frank Lloyd i protagonitzada per Leatrice Joy, Wallace Beery i Edythe Chapman, entre d'altres. La pel·lícula, basada en un guió de Gouveneur Morris, es va estrenar el març de 1921.

## Argument
Carmichael, un comerciant d'antiguitats nord-americà s'apodera d'un preuat ceptre Ming, però poc després ell i la seva dona són assassinats la rebel·lió dels bòxers a la Xina. La seva filla però és salvada per una criada, Ah Wing. Els anys passen i la nena creix al barri xinès de San Francisco criada per Ah Wing que l'ha tractada com si fos filla seva. Allà tothom la coneix com a Sui Sen. The Worm, l'assistent d'Ah Wing, està enamorat de la noia pero Ling Jo, un líder tong traficant d'esclaus, també li va al darrere. Ah Wing accepta que donarà en matrimoni la noia a Ling Jo si aquest li porta el ceptre Ming. Ella posa aquesta condició ja que creu no ho podrà aconseguir. Tot i això, Sui Sen està enamorada de Robert Newcomb, un jove i ric col·leccionista nord-americà. Ling Jo presenta el ceptre i Ah Wing es veu forçada a mantenir la seva paraula. Malgrat que es revel·la a Ling Jo que Sui Sen no és asiàtica es manté la data de la boda. Newcombe, amb l'ajut de The Worm, la rescata de Ling Jo, que mor en una trampa de preparada pel seu rival.

## Repartiment
- Leatrice Joy (Sui Sen)
- Wallace Beery (Ling Jo)
- E.A. Warren (Ah Wing)
- Jack Abbe (The Worm)
- J. Frank Glendon (Robert Newcomb)
- Edythe Chapman (mare de Robert)
- Togo Yamamoto (One Eye)
- Arthur Soames (Dr. Newcombe)
- Dwight Crittendon (Mr. Carmichael)
- Irene Rich (Mrs. Carmichael)
- Etta Lee (Ah Fah)
- Goro King (l'home molinet)
- Margaret McWade (l'assistent)
- Ah Wing (criada espia)
- Louis Cheung
- Chow Young